# Ronald Fangen
Ronald August Fangen (Kragerø, 29 aprile 1895 – Fornebu, 22 maggio 1946) è stato uno scrittore norvegese.
Fu il maggior rappresentante norvegese della corrente umanistico-cristiana. Redattore dal 1921 di Vor Verden ("Il nostro mondo"), rivista da lui fondata, fu un critico letterario attivissimo e scrisse saggi sugli autori più disparati.
Fu anche drammaturgo e romanziere. Mentre i suoi romanzi risentirono di pesanti discussioni ideologiche e di simbologia religiosa, i suoi drammi furono tra i più apprezzati in Norvegia.

## Opere

### Romanzi
- De svake (1915)
- Slaegt föder slaegt (1916)
- En roman (1918)
- Krise (1919)
- Nogen unge mennesker ("Alcuni giovani", 1929)
- Erik (1931)
- Duell (1932)
- En kvinnes vei ("Il cammino d'una donna", 1933)
- Mannen som elsket rettfertighetten (1934)
- Paa bar bunn (1936)
- Allerede nu ("Già ora", 1937)
- Kvernen som maler langsomt (1939)
- Borgerfesten (1939)
- Presten (1944)
- En lysets engel (1945)

### Drammi
- Syndefald ("Il peccato originale", 1920)
- Fienden ("Il nemico", 1922)
- Den frie sön ("Il figlio ribelle", 1925)
- Den forjaettede dag ("Il giorno promesso", 1926)

### Saggi
- Streiftog i digtning og taenkning ("Escursioni nella poesia e nelle idee", 1919)
- Tegn og gjaerninger ("Simboli e azioni", 1927)
- Dagen og veien (1934)
- En kristen verdensrevolusjon. Mitt møte med Oxforgruppebevegelsen (1935)
- Kristen enhet. Gruppebevegelsens økumeniske budskap (1937)
- Kristendommen og vår tid ("Il cristianesimo e il nostro tempo", 1938)
- Kristent budskap til vår tid. Nordiske prekener (1939)
- Krig og kristen tro (1940)